# Municipio de Jackson (condado de Webster, Misuri)
El municipio de Jackson (en inglés: Jackson Township) es un municipio ubicado en el condado de Webster en el estado estadounidense de Misuri. En el año 2010 tenía una población de 1549 habitantes y una densidad poblacional de 14,72 personas por km².

## Geografía
El municipio de Jackson se encuentra ubicado en las coordenadas 37°26′20″N 93°1′37″O / 37.43889, -93.02694. Según la Oficina del Censo de los Estados Unidos, el municipio tiene una superficie total de 105.22 km², de la cual 104,93 km² corresponden a tierra firme y (0,28 %) 0,29 km² es agua.

## Demografía
Según el censo de 2010, había 1549 personas residiendo en el municipio de Jackson. La densidad de población era de 14,72 hab./km². De los 1549 habitantes, el municipio de Jackson estaba compuesto por el 96,9 % blancos, el 0,13 % eran afroamericanos, el 0,71 % eran amerindios, el 0,39 % eran asiáticos, el 0,32 % eran de otras razas y el 1,55 % eran de una mezcla de razas. Del total de la población el 1,03 % eran hispanos o latinos de cualquier raza.